# ألفونسو فريل
ألفونسو فريل (بالإسبانية: Alfonso Fraile)‏ هو رسام إسباني، ولد في 24 يناير 1930 في مرشانة في إسبانيا، وتوفي في 23 يناير 1988 في مدريد في إسبانيا.

## وصلات خارجية
- الموقع الرسمي